# Michel Geiss
Pour les articles homonymes, voir Geiss.
Michel Geiss, né le 13 novembre 1948, électronicien et musicien de formation, est un producteur artistique, compositeur, ingénieur du son, programmeur de synthétiseurs français, concepteur sonore et concepteur d’instruments de musique électronique, dont la carrière est étroitement associée pendant une vingtaine d'années  à celle de Jean-Michel Jarre dans la musique électronique.
Il collabore avec l'Ircam dans ses expérimentations.

## Biographie
Michel Geiss naît le 13 novembre 1948. Il apprend le solfège à 8 ans, puis la pratique de l'accordéon, avant de faire des études d'ingénieur en électronique.
Il débute dans le département des télécommunications de LTT (Lignes Téléphoniques et Télégraphiques) une compagnie de câbles, où il contribue à développer les tout premiers modems.
En 1974, Pour la section française de l'Audio Engineering Society (AES) il donne une conférence sur les synthétiseurs analogiques et l'ARP 2600 à Issy-les-Moulineaux, à laquelle assiste le compositeur Jean-Michel Jarre, qui le rencontre peu après. Les deux hommes commencent à travailler ensemble pour l'enregistrement de l'album Oxygène en 1976 : Michel Geiss, qui travaille alors comme technicien chargé de la maintenance aux studios d'enregistrements Barclay, conseille Jean-Michel Jarre pour l'achat de nouveaux instruments et s'occupe de leur programmation et des enregistrements.
Artisan de « lutherie électronique », Michel Geiss réalise notamment en 1977 un séquenceur musical, le Geiss Matrisequencer 250, puis une boîte à rythmes, le Rythmicomputer,, instruments utilisés pour la réalisation de l'album Équinoxe.,  Il a lancé le projet du Geiss DigiSequencer (en), en 1992. Cette dernière machine sera développée par Jean Claude Dubois et la fabrication et les circuits imprimés seront réalisés par Patrick Pelamourges. Le Digisequencer sera utilisé par Jean-Michel Jarre dans son studio (albums Chronologie et Oxygène 7-13) et pendant sa tournée Europe en Concert.
Michel Geiss participe également à des concerts de Jarre, en tant qu'ingénieur du son des Concerts en Chine de 1981 et de la tournée Europe en Concert et en tant que musicien sur plusieurs tournées,.
Michel Geiss se passionne pour la théorie d'Alain Daniélou, parue dans le livre Sémantique Musicale, publié en 1967, qu'il découvre par hasard dans une librairie musicale parisienne. Par suite, sur la demande d' Alain Daniélou, il participe en 1993, à l'élaboration de l'instrument de musique microtonale baptisé Semantic Daniélou-36 ,, sur les bases d'un synthétiseur Kurzweil K-2000R, avec Christian Braut, Jean-Claude Dubois et Philippe Monsire.
En tant qu'ingénieur du son de mastering, il  travaille également avec d'autres artistes français, tels que Laurent Voulzy (notamment l'album Avril),, , Michel Jonasz, Michel Sardou, Alain Souchon, Sacha Distel, Lio, Marc Lavoine, Patrick Bruel, René Aubry, Véronique Sanson, et les groupes Tears for Fears, Trust et Kassav.
Compositeur, il réalise des génériques pour des chaînes de télévision françaises, une musique pour un spectacle au Futuroscope de Poitiers et une série de musiques et d'effets sonores de courts spectacles Films-Laser pour Gaumont, au début des années 90.
En novembre 2011, Michel Geiss inaugure un nouveau synthétiseur, le « GeissEnveloper » destiné à la plateforme Ableton Live. Ce synthétiseur innovant qui n'utilise pas d'oscillateur classique mais le Dynamic Waveshape Generator (DWG) de son invention, a été développé en partenariat avec l'Ircam. Puis il conçoit l'OctoCell, synthétiseur logiciel publié par l'éditeur allemand Ableton, qu'il réalise avec Jean Lochard de l'Ircam. Lorsque le forum Ircam fête ses vingt ans à la Gaîté-Lyrique en novembre 2012, c'est Michel Geiss qui fait l'introduction du forum avec Frédérick Rousseau.
Il a également participé à un CD musical inspiré par la série allemande de science-fiction Perry Rhodan. Wolfgang Flür, ancien membre du groupe Kraftwerk, est interviewé dans un documentaire diffusé par la chaîne Arte sur cet album.

## Œuvres

### Livres
- Christian Braut, « La Norme MIDI »[27],[28],[29] (auteur de la préface) [30]

### Articles
- Divers articles sur la synthèse musicale dans le magazine Keyboards, notamment pour le hors-série N°16 Spécial Synthèse
- « Le sampling : mode d'emploi », Keyboards Magazine, Paris, no Hors série n° 17,‎ février-mars 1998, p. 26-28 (ISSN 0981-2008) (BNF 34407565))
- « Les filtres et la techno' », Keyboards Magazine, Paris, no Hors série n° 17,‎ février-mars 1998, p. 32 (ISSN 0981-2008)[31],[32]
- « Tempo et rythmes biologiques », Keyboards Magazine, Paris, no Hors série n° 17,‎ février-mars 1998, p. 47

### Disques (en tant que musicien)
- 1982 : Les Aventures De Tom Tom Tommy 1er épisode de  Philippe Chatel, « sons »[33]
- 1986 : Rendez-vous de Jean-Michel Jarre, synthétiseur (ARP 2600)[34],[35]
- 1987 : En Concert Houston-Lyon (Houston-Lyon Cities In Concert) de Jean-Michel Jarre, synthétiseur[16]
- 1988 : Révolutions de Jean-Michel Jarre, voix, Matrisequencer[36]
- 1989 : Jarre Live de Jean-Michel Jarre, synthétiseur[17]
- 1992 : En attendant Cousteau de Jean-Michel Jarre, claviers[37]
- 1993 : Chronologie de Jean-Michel Jarre, claviers additionnels[38]

## Vidéographie
- MuStudio, « Masterclass Michel Geiss - modular square », sur chaîne  MuStudio sur Youtube - Michel Geiss présentant son Matrisequencer (en)
- Aujourd'Hui Magazine — Avec le regard de, « Portrait de Jean Michel Jarre »